# Bielenda Group
Bielenda Group – polska firma kosmetyczna z siedzibą w Krakowie, założona w 1990 roku przez Barbarę Bielendę. Jest jednym z liderów wśród krajowych producentów kosmetyków oraz właścicielką popularnych marek kosmetycznych, które tworzą preparaty do pielęgnacji twarzy, ciała oraz włosów dla kobiet i mężczyzn w każdym wieku. Do grupy należą takie marki, jak Bielenda, Bielenda Professional (stworzona przez firmę w 2004 r.), Bielenda Professional Supremelab (stworzona przez firmę w 2017 r.), BodyBoom (przejęta w 2019 r.), FaceBoom i BabyBoom (stworzone przez firmę w 2020 r.), Soraya i Dermika (przejęte w 2020 r.), SheFoot, SheHand i ManFoot (przejęte w 2021 r.), Tołpa i ON (przejęte w 2023 r.) Skinarté oraz Skinarté proesthetic (stworzone przez firmę w 2023 r.) oraz Miya Cosmetics (przejęta w 2024 r.). Spółka jest dziś zarządzana i rozwijana przez kolejne pokolenie właścicielskie. Od 2020 roku jej inwestorem i partnerem strategicznym jest Innova Capital.
Oferta firmy obejmuje kilkaset produktów z kilkudziesięciu segmentów pielęgnacyjnych. Są one dostępne w Polsce oraz w niemal 60 krajach świata, na pięciu kontynentach. Firma posiada własne laboratoria badawczo-rozwojowe oraz nowoczesne fabryki, zlokalizowane m.in. w Krakowie i Radzyminie.
Wiodącą ofertę firmy stanowią kosmetyki dla kobiet, ale w jej portfolio znajdują się również preparaty dla mężczyzn oraz dzieci. Nie testuje swoich produktów na zwierzętach.
Bielenda jest jedną najcenniejszych polskich marek kosmetycznych w rankingu Rzeczpospolitej oraz należy do grona Top 200 Najlepszych Polskich Marek w rankingu Forbes. Jest również najpopularniejszą w Polsce marką kosmetyków naturalnych. Produkty Bielenda oraz preparaty marek należących do grupy są także regularnie nagradzane w prestiżowych plebiscytach – m.in. w Vogue Beauty Awards, Doskonałość Roku miesięcznika Twój Styl czy Viva! Najlepsze dla Urody.